# Arístides de Artiñano
Arístides de Artiñano y Zuricalday (Bilbao, 13 de agosto de 1840-ibidem, 12 de diciembre de 1911) fue un historiador, periodista y político fuerista español.

## Biografía
Existen diferentes versiones sobre los orígenes de Arístides de Artiñano. El historiador Vicente Garmendia asegura que Arístides de Artiñano nació en Bilbao el 31 de agosto de 1840 en el seno de una familia acomodada pero Gracia Cárcamo corrige esa condición económica y da la razón de una precaria economía familiar para explicar por qué pasó Arístides su infancia en el municipio natal de su madre, Oquendo, en el noroeste de Álava, lindante con las vizcaínas Encartaciones, al cuidado posiblemente de sus abuelos. Esta estancia infantil explicaría, según Gracia, el sesgo “ruralista” de su ideología, tan destacado por ciertos autores. En esa localidad realizó sus estudios primarios, volviendo a su villa natal para cursar el bachillerato en el recién creado Instituto Vizcaíno de segunda enseñanza. Los estudios universitarios fueron itinerantes, pasando por las universidades de Valladolid, central de Madrid y Sevilla, obteniendo en esta última la licenciatura en Derecho Administrativo el año 1862.
Fue abogado de los Tribunales del Reino e individuo correspondiente de la Real Academia de la Historia, además de secretario de Estadística del Señorío de Vizcaya en 1864 y secretario del Consejo provincial. Pertenecía a la corriente denominada neocatólica y recibió de la reina Isabel II la distinción de la Orden de Carlos III. En 1863 dirigió en la capital hispalense la Revista Sevillana. Durante la década de 1860 fue redactor del periódico bilbaíno El Euscalduna (1858-1873), cuyos artículos sobre asuntos forales le valieron más de un proceso.
Tras la Revolución de 1868, escribió un opúsculo titulado Jaungoicoa eta foruac: la causa vascongada ante la revolución española, en el que reivindicaba los fueros vascongados y la Unidad católica de España atacada por la legislación anticlerical del Sexenio Democrático. Los neocatólicos —que, a raíz de la revolución, se integrarían en el carlismo— vincularon estrechamente los conceptos de religión y fuerismo, viendo en la libertad de cultos una afrenta contra los fueros. Artiñano llegaría a afirmar en su obra: «Jaungoicoa eta Foruac; antes Dios que los fueros, siempre unidos, jamás en discordancia o separados». Debido a este folleto, perdió su empleo en la Diputación General de Vizcaya. Posteriormente se exilió en Bayona por las persecuciones que le ocasionó un segundo opúsculo, titulado Vindicaciones, que publicó tras la destitución por parte del corregidor de los diputados que se habían hecho carlistas. Tras estallar la tercera guerra carlista, ocupó el cargo de Secretario de la Diputación a Guerra leal a Don Carlos.
Acabada la contienda, se trasladó a Barcelona. En 1876 participó en la fundación del Banco Hispano Colonial, del que fue nombrado secretario general por el marqués de Comillas —puesto que mantuvo hasta su jubilación— así como de la Compañía Trasatlántica y la Compañía de Tabacos de Filipinas —que ejerció durante algún tiempo—. A las órdenes del financiero Pedro Sotolongo, intervino en Barcelona en todos los grandes negocios realizados por el Banco Hispano Colonial. En la ciudad condal colaboró con el periódico Laurac-bat y fue una especie de cónsul de las Provincias Vascongadas, siendo muy conocido entre todas las clases sociales por su carácter y su cultura. Vuelto a Vizcaya a la casa solariega de Oquendo en 1906 donde “respira las auras puras de los patrios lares”, regresó a Bilbao en 1906, donde residió hasta su muerte en 1911.

### Recepción
Artiñano ha sido definido como "prenacionalista" por varios autores. No obstante, Molina Aparicio y Gracia Cárcamo han cuestionado esta calificación, señalando el último que Sabino Arana, fundador del Partido Nacionalista Vasco, calificó a Arístides de Artiñano —con quien tuvo trato en Barcelona— como «uno de los intelectuales fueristas más alejados de sus tesis separatistas» y que, tal como manifestó un artículo contemporáneo aparecido en el Noticiero Bilbaíno, la obra cumbre de Artiñano, El Señorío de Bizcaya histórico y foral, lo que reflejaba era «un intenso patriotismo español, expuesto según el código fuerista dual, regional-nacional».

## Obras

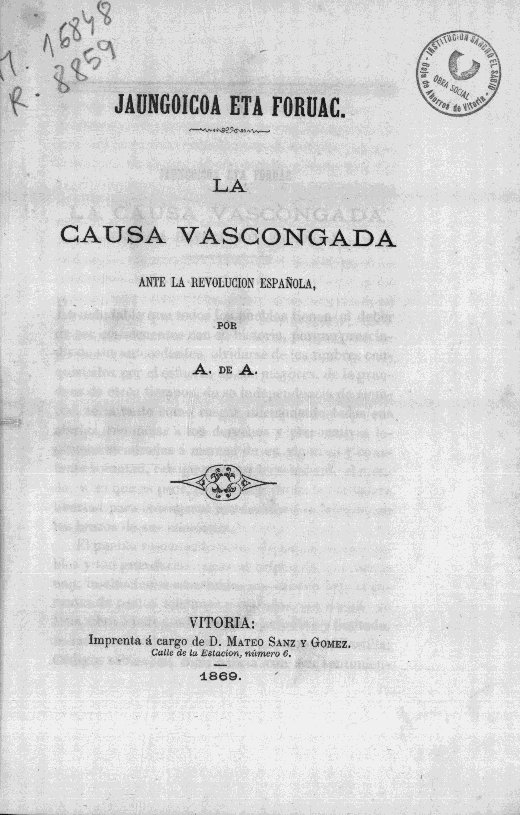
Portada de Jaungoicoa eta foruac: la causa vascongada ante la revolución española

- Antiguos sepulcros de Vizcaya sobre las tumbas de Elorrio
- Dictamen que en el expediente instruido en averiguación del hecho heroico realizado por D. Domingo de Echandía (1864)
- Biografía del señor D. Pedro Novia de Salcedo (1866)
- Jaungoicoa eta foruac: la causa vascongada ante la revolución española (1869)
- El Alzamiento de Vizcaya en 1872 y el convenio de Amorevieta (1872)
- Escursión de SS. MM. Católicas por el Señorío de Vizcaya en junio de 1874 (1874)
- El Señorío de Bizcaya histórico y foral (1885)
- La Madre de Dios de Begoña: cuadro religioso (1895)
- Coronación canónica de Nuestra Señora de Begoña (1900)
- 1902: Jubileo pontificio de Leon XIII (1903)
- Reseña de las fiestas de Elorrio en honor del beato Valentín de Berrio-Ochoa, obispo y mártir (1906)